# Anja Javoršek
Anja Javoršek (* 27. Februar 1996) ist eine ehemalige slowenische Skispringerin.

## Werdegang
Javoršek gab ihr internationales Debüt mit dem 32. Rang bei einem Continental Cup am 21. Januar 2009 im italienischen Toblach. Nachdem sie bei weiteren Springen erneut die Punkteränge verpasst hatte, erreichte sie im Alpencup konstant die Top 15 und nahm anschließend am Europäischen Olympischen Winter-Jugendfestival 2013 im rumänischen Râșnov teil. Auf der Trambulina Valea Cărbunării belegte sie im Einzel den 13. Platz, bevor sie im Mixed-Team mit Julija Sršen, Cene Prevc und Anže Lanišek Silber gewann.
Am 25. Januar 2014 gab Javoršek in Planica ihr Weltcupdebüt und belegte beim Springen auf der Bloudkova velikanka Rang 26.
Bei der Junioren-WM 2014 im Val di Fiemme erreichte sie im Einzelspringen den 17. Rang. Gemeinsam mit ihren Teamkolleginnen Barbara Klinec, Urša Bogataj und Špela Rogelj gewann sie im Teamspringen Silber.
Zuletzt nahm sie Anfang 2016 an internationalen Wettbewerben teil.

## Statistik

### Weltcup-Platzierungen
| Saison  | Platz | Punkte |
| ------- | ----- | ------ |
| 2013/14 | 53.   | 13     |

### Continental-Cup-Platzierungen
| Saison  | Platz | Punkte |
| ------- | ----- | ------ |
| 2015/16 | 55.   | 07     |